# Epinephelus erythrurus
Epinephelus erythrurus es una especie de peces de la familia Serranidae en el orden de los Perciformes.

## Morfología
Los machos pueden llegar alcanzar los 45 cm de longitud total.

## Distribución geográfica
Se encuentra en el Pakistán, India, Sri Lanka, las Indias Orientales y el golfo de Tailandia.